# Worlds of Ultima: The Savage Empire
Worlds of Ultima: The Savage Empire é um jogo eletrônico de RPG desenvolvido pela Origin Systems e publicado originalmente para MS-DOS em 1990. É o primeiro da subsérie Worlds of Ultima, com uma ambientação que difere da série principal Ultima. Ele utiliza o mesmo motor de jogo de Ultima VI: The False Prophet e de seu sucessor, Ultima: Worlds of Adventure 2: Martian Dreams.
Em 18 de junho de 2012, a Electronic Arts relançou o jogo como freeware através da plataforma GOG.com.

## Enredo
Após os eventos de Ultima VI, o Avatar é transportado por um experimento fracassado de um amigo com uma “pedra da lua” de obsidiana para o Vale de Eodon, um mundo fantástico, semelhante a uma selva, repleto de várias tribos. Essas tribos foram magicamente atraídas de vários períodos e locais da história, como as nações indígenas da Mesoamérica e da África. O Vale de Eodon está de fato na Terra, mas é inacessível e impossível de ser mapeado.
No momento da chegada do Avatar, o local está sendo atacado pelos insectoides Myrmidex. O Avatar precisa entender e dominar alguns aspectos das culturas tribais da idade da pedra para encontrar uma maneira de trazer paz ao vale. A trama principal envolve a união de todas as treze tribos em uma aliança contra os Myrmidex. Cada tribo tem suas próprias exigências antes de se unir, que vão desde derrotar um Tiranossauro rex até recuperar sua estátua sagrada. Essa mistura de mundos foi criada por uma enorme pedra da lua corrompida que os Myrmidex possuem e que precisa ser destruída para evitar um colapso.
O jogador comanda o Avatar e um grupo geralmente composto por até quatro outros personagens. Entretanto, dois eventos definidos no jogo adicionam um personagem ao grupo mesmo que esse limite tenha sido atingido, resultando em um grupo máximo de sete personagens.

## Lançamento
A Origin vendeu uma edição especial do jogo autografada por Lord British. Ela vinha com um livro de dicas e uma camiseta.
Uma versão de Savage Empire foi lançada no Japão para o Super Famicom, usando o motor de jogo da versão para SNES de Ultima VII. O jogo foi localizado e planejado para ser lançado na América do Norte, mas acabou sendo cancelado.